# Gvozd
Gvozd község Horvátországban, Sziszek-Monoszló megyében.

## Fekvése
Sziszektől légvonalban 42, közúton 55 km-re délnyugatra, Károlyvárostól légvonalban 28, közúton 42 km-re délkeletre, az úgynevezett Báni végvidéken, a Petrova gora (régi neve Gvozd) hegység északkeleti lábánál fekszik. Községközpontja Vrginmost.

## A község települései
A községhez közigazgatásilag Blatuša, Bović, Brnjavac, Crevarska Strana, Čremušnica, Dugo Selo, Golinja, Felsőcsemernice, Gornja Trstenica, Kirin, Kozarac, Osztrozsin, Pješčanica, Podgorje, Slavsko Polje, Stipan, Šljivovac, Trepča és Vrginmost települések tartoznak.

## Története
Gvozd község területe már ősidők óta lakott volt. A legkorábbi leletek a Lasinja kultúrához kötődnek, mely a középső rézkorban, az i. e. 4000 körüli időben a Kulpától délre elterülő dombvidéken virágzott és a Kulpa bal partján fekvő Lasinja településről kapta a nevét. A kora és középső rézkor határán keletkezett balkáni eredetű kultúra népessége sűrű településhálózatot hozott létre, vízpartokon álló, zömében kisebb településekkel. Ezeken egyszerre kettő-négy, a földfelszínre épített, nagyméretű ház állt, melyekhez sokszor gazdasági épület is csatlakozott. Különös ismertetőjegyei a sajátos kidolgozású kerámiák is. A község a ma Petrova gorának, azaz Péter hegyének nevezett hegység régi elnevezéséről kapta a nevét. 1996 és 2012 között a községközpont Vrginmost is a Gvozd nevet viselte. 1097-ben a Gvozd (Petrova gora) hegységben vívott csatában győzte le Könyves Kálmán serege Svačić Péter utolsó horvát királyt. A hagyomány szerint a környező hegység neve is az ő emlékét őrzi.
Vrginmost a térség többi településéhez hasonlóan újabb alapítású, csak a 17. század vége felé (valószínűleg 1688-ban) keletkezett. A névadó Vrga család ekkor települt le a Velika Trepča patak mentén, ahol aztán hidat is épített. Erről a hídról illették később az itt fekvő települést a „kod Vrgina mosta“ (azaz Vrga hídjánál) jelzővel. A név 1812-ben Vergin-most, 1835-ben Verginmost alakban tűnik fel. Kedvező földrajzi fekvésének köszönhetően Vrginmost a vidék adminisztratív és gazdasági központjává vált. Amikor a 18. század közepén megalakult a Glina központú első báni ezred, 1749-től Vrginmost az ezred egyik századparancsnokságának székhelye lett. A településen iskola is működött. 1850-ben 30 ház állt itt 341 lakossal. A határőrvidék átszervezése után 1872-ben a katonai közigazgatás megszüntetéséig Vrginmost járási központ lett. A hozzá tartozó települések Brnjavac, Ostrožin, Pješćanica, Podgorje, Dolnji Sjeničak, Gornji Sjeničak, Slavskopolje és Vrginmost voltak. A községnek 1857-ben 10 154, 1910-ben 14 663 lakosa volt. A község fejlődésében sokat jelentett a Sziszek–Vrginmost vasútvonal 1901-es, majd a Vrginmost–Károlyváros vasútvonal 1905-ös megépülése. 1918-ban az új szerb–horvát–szlovén állam, majd később Jugoszlávia része lett. A második világháború idején olasz csapatokat szállásoltak el a településen, melynek szerb többségű lakossága nagyrészt elmenekült, de sokakat meggyilkoltak, elhurcoltak, mások pedig partizánnak álltak. 1942. szeptember 12-ről 13-ra virradó éjszaka az ellenséges erők teljesen lerombolták a községet. A háború után megindult az újjáépítés. Vrginmoston községháza, orvosi és állatorvosi rendelő, alapiskola, posta, termelőszövetkezeti és erdészeti központ, bolt, több iparosműhely, fa- és textilipari üzem létesült. A délszláv háború idején szerb lakossága a jugoszláv és szerb erőket támogatta. A horvát hadsereg a Vihar hadművelet keretében 1995. augusztus 7-én foglalta vissza települést. A községnek 2011-ben 2970 lakosa volt, akik főként mezőgazdasággal és állattartással foglalkoztak. Blatušán téglagyár és néhány kisebb fűrésztelep működött.

## Népesség
A 2011-es népszámlálás szerint a község lakossága 2970 fő volt, akik 19 településen éltek. Ez a szám 807-tel kevesebb a 2001-es népszámláláskor összeírt lakosságnál. A 2970 lakosból 66,53% szerb, 32,02% horvát nemzetiségű volt. A nemek szerinti megoszlás 52% nő és 48% férfi. A kor szerinti megoszlás 9,3% 0–14 éves, 59% 15–64 éves és 31,7% 65 év feletti volt.
| Lakosság változása | Lakosság változása | Lakosság változása | Lakosság változása | Lakosság változása | Lakosság változása | Lakosság változása | Lakosság változása | Lakosság változása | Lakosság változása | Lakosság változása | Lakosság változása | Lakosság változása | Lakosság változása | Lakosság változása | Lakosság változása |
| ------------------ | ------------------ | ------------------ | ------------------ | ------------------ | ------------------ | ------------------ | ------------------ | ------------------ | ------------------ | ------------------ | ------------------ | ------------------ | ------------------ | ------------------ | ------------------ |
| 1857               | 1869               | 1880               | 1890               | 1900               | 1910               | 1921               | 1931               | 1948               | 1953               | 1961               | 1971               | 1981               | 1991               | 2001               | 2011               |
| 10.154             | 10.847             | 10.129             | 12.618             | 13.560             | 14.663             | 14.326             | 16.032             | 11.787             | 12.468             | 12.248             | 11.125             | 9.731              | 8.082              | 3.779              | 2.970              |

(1857 és 1880 között Topusko község adataival együtt. 1996-ban alakult Gvozd néven a régi Vrginmost községből.)

## Nevezetességei
- Kirin várának romjai Donji Kirin északi részén, a Velika és Mala Trepča-patakok közötti 195 méteres magaslaton találhatók. A magaslat, melyen a romok állnak uralja a környező táj képét. Körülötte szántóföldek, legelők és kisebb erdők fekszenek. A várnak, mely a Báni végvidék (Banija) egyik legfontosabb régészeti lelőhelye régészeti feltárása 2006-ban kezdődött el. A leletek többségét a zágrábi régészeti múzeumban és a károlyvárosi városi múzeumban őrzik. A legkorábbi leletek a Lasinja kultúrához kötődnek, mely a középső rézkorban, az i. e. 4000 körüli időben a Kulpától délre elterülő dombvidéken virágzott. Kirin vára a bronzkor végén, az i. e. 1000 körüli időben, vagy ennél valamivel korábban népesült be újra és egészen a római korig a térség egyik legfontosabb erődítménye volt. A számos régészeti lelet közül kiemelkednek a titokzatos agyagfigurák, melyek kapcsolatban vannak a Topuszka melletti Turska kosánál talált történelem előtti szentély hasonló idoljaival. A középkor idejéből a szokatlan módon sziklába faragott sírok maradtak fenn.
- Blatuša Szent Miklós szerb pravoszláv temploma 1930-ban épült, 1941-ben tetőzete leégett. 1985-ben építették újjá.
- A bovići Urunk Feltámadása szerb pravoszláv templom a püspökség egyik legnagyobb méretű temploma. 1734-ben épült, 1890-ben megújították. 1941-ben leégett. 1991-ben megkezdődött az újjáépítése.
- A pješčanicai Szent Illés szerb pravoszláv templom 1773-ban épült. A II. világháborúban lerombolták, újjáépítése folyamatban van.
- A stipani Urunk színeváltozása szerb pravoszláv templom 1873-ban épült. A II. világháborúban lerombolták, újjáépítése folyamatban van.
- A felső csemernicei Szent Péter templomot 1941-ben szintén lerombolták, 1971-ben újjáépíttették.
- A slavsko poljei Szentlélek eljövetele szerb pravoszláv templom a II. világháborúban semmisült meg. Ugyanerre a sorsra jutott a kirini Szent Péter és Pál templom is, amely még 1892-ben épült.
- Kirin faluban áll a Srnjak-malom, egy régi vízimalom a Trepča-patakon. Ideális hely a városoktól távol, a természet ölén történő kikapcsolódásra, közös sütögetésre.

- A "Đon Močvar" egy 11 hektáros botanikus rezervátum a legrégibb és legkülönlegesebb ilyen létesítmény az országban. Az itt termő növények közül néhány országos ritkaság, mint a fehér tőzegkáka és a kereklevelű harmatfű. Ezek a növények egy viszonylag kisebb területen élnek, ahol a tőzegaljzat mélysége eléri a 4,8 métert. Az aljzat mélysége a legnagyobb Horvátországban.

## Gazdaság
A lakosság főbb megélhetési forrása a mezőgazdaság és az állattenyésztés, kisebb mértékben a kereskedelem és a kézművesség.

## Kultúra
- A község kulturális rendezvénye a "Đedova kosidba" esemény, mely a Banija és a Kordun régi hagyományait, népviseletét, szokásait próbálja feleleveníteni, illetve az itteni emberek életét bemutatni. Az első rendezvényt 2010-ben tartották a községi önkormányzat és az SKD "Prosvjeta" egyesület rendezésében. A rendezvényen a szomszédos térségek is bemutatják szokásaikat. Egyik legnagyobb érdeklődésre számot tartó része a kaszásverseny, melyen a települések kaszásai mérik össze ügyességüket és gyorsaságukat.
- A "Prosvjeta" Szerb Kulturális Egyesületet 1944. november 18-án alapították Glinán a horvátországi szerb kultúra megőrzésére és ápolására. Ma mintegy 50 alapszervezete működik. Ezek közül az egyik a 2005. január 22-én alapított vrginmosti alapszervezet, mely 60 tagot számlál. A folklórcsoporton kívül női és férfi énekkara is működik.
- A gvozdi könyvtárat és olvasótermet 1998-ban alapították. A könyvtári funkción kívül kulturális rendezvények, társasági összejövetelek megtartására is szolgál.

## Oktatás
A község "Boro Mrkobrada" alapiskolája 1976-ban épült. Elődje még a katonai közigazgatás idejében létesült a vrginmosti vasútállomás közelében. Az iskolába és területi iskoláiba mintegy 750 tanuló járt. Területi iskolák működtek Perna, Bović, Slavsko Polje, Stipan és Pješčanica településeken. Négyosztályos tagozatok működtek öt településen, Crevarska Stranán, Blatušán, Felső Csemernicén, Čremušnicán és Dugo Selo Lasinjskon. A délszláv háború után az iskolát megújították, neve pedig Gvozdra változott. Ma 135 tanuló jár ide, 67-en az alsó, 68-an a felső tagozatra Vrginmostról és a környék falvaiból. Az iskolában angol és német nyelvi képzés mellett informatikai képzés is folyik.

## Egyesületek
- A községi önkéntes tűzoltóegyletet 2002-ben alapították, ma mintegy 20 tagot számlál. Rendszeresen gyakorlatoznak és állandó készenlétben vannak.
- Gvozd község antifasiszta harcosainak egyesülete 71 tagot számlál, a legidősebb 86 éves. Legfőbb tevékenysége a háborús emlékművek fenntartása és megemlékezések rendezése.
- A honvédő háború veteránjainak egyesülete 1998. augusztus 9-én alakult. 37 tagot számlál, központja Vrginmoston van.

## Sport
Az NK Gvozd labdarúgóklub Vrginmoston működik, senior és junior szakosztályai vannak. Ma a megyei harmadosztályban szerepel.